# (36667) 2000 QX212
2000 QX212 (asteroide 36667) é um asteroide da cintura principal. Possui uma excentricidade de 0.14071830 e uma inclinação de 1.77618º.
Este asteroide foi descoberto no dia 31 de agosto de 2000 por LINEAR em Socorro.